# هنری پونا
هنری پونا (انگلیسی: Henry Puna؛ زادهٔ ۲۹ ژوئیهٔ ۱۹۴۹) یک سیاست‌مدار اهل جزایر کوک است.